# Hemileuca juno
Hemileuca juno är en fjärilsart som beskrevs av Alpheus Spring Packard 1872. Hemileuca juno ingår i släktet Hemileuca och familjen påfågelsspinnare. Inga underarter finns listade i Catalogue of Life.